# Vorgesellschaft
Grundsätzlich entstehen juristische Personen erst mit ihrer Eintragung ins Handels-, Vereins- oder Genossenschaftsregister.
Es ist jedoch allgemein anerkannt, dass schon vor dieser Eintragung zwischen den Gründern ein Gesellschaftsverhältnis entsteht: die sog. Vorgesellschaft. Sie bildet ein notwendiges Durchgangsstadium im Prozess der Gründung einer Körperschaft. Sie beginnt mit Zustandekommen des Gesellschaftsvertrages und endet mit Eintragung ins jeweilige Register.
Somit kommen Vorgesellschaften bei allen Körperschaften in Betracht. Die am häufigsten vorkommende Vorgesellschaft ist die Vor-GmbH.

## Entstehung und Beendigung
Die Vorgesellschaft entsteht, indem die Satzung zwischen den Gründern formwirksam vereinbart worden ist. Im Falle der Aktiengesellschaft wird weiterhin gefordert, dass die Gründer alle Aktien übernommen haben.
Durch die Eintragung ins jeweilige Register endet die Vorgesellschaft und wird zur Körperschaft. Diese tritt dann in die Rechte und Pflichten der Vorgesellschaft ein.

Zivil- und steuerrechtlich wird die (echte) Vorgesellschaft aber bereits wie eine Kapitalgesellschaft behandelt. Kommt es nicht zur Registereintragung spricht man von einer unechten Vorgesellschaft.

## Haftung
Der Bundesgerichtshof hat für die Haftung der Gründungsgesellschafter das Institut der Verlustdeckungshaftung entwickelt. Diese ist grundsätzlich eine reine Innenhaftung. Die Gläubiger müssen sich an das Vermögen der Vorgesellschaft halten. Diese hat dann wiederum einen Anspruch gegen die Gesellschafter in Höhe des Verlusts.